# カレンダークイズ あぁー思い出せない
カレンダークイズ あぁー思い出せない（カレンダークイズ あぁーおもいだせない）は、2007年に2回NHK総合テレビの「NHK番組たまご」枠で単発として放送されたクイズ・教養番組である。

## 概要
司会の上田晋也（くりぃむしちゅー）にとって、NHKへの出演は教育テレビの「天才ビットくん」以来であり、NHKでの本格的な番組での司会担当は初である。
読売テレビが、かつて放送した「EXテレビ」、そして番組改編期に制作する「島田紳助がオールスターの皆様に芸能界の厳しさ教えますスペシャル!」の「クイズここまで出てるのに」とほぼ同じ内容の企画である。

## 放送日
1. 2007年8月11日 深夜24:10 - 24:53（8月12日 午前0:10 - 0:53）
2. 2007年12月25日 19:30 - 20:29（12月30日 13:35 - 14:34に再放送）

## ルール
カレンダーの中からランダムに指定した日の答えを導き出す。

## 出演
司会
- 上田晋也（くりぃむしちゅー）

アシスタント
- 中村慶子（NHKアナウンサー）（第1回）
- 鎌倉千秋（NHKアナウンサー）（第2回）

## ナレーション
- 新居祐一（第1回）
- 銀河万丈（第2回）